# Dương Sùng Dũng
Dương Sùng Dũng (tiếng Trung: 杨崇勇; bính âm: Yáng Chóngyǒng; sinh tháng 11 năm 1955) là cựu chính khách người Trung Quốc, ông đã dành sự nghiệp ở tỉnh Vân Nam và Hà Bắc, nguyên Phó Chủ nhiệm Ủy ban Thường vụ Đại hội đại biểu nhân dân tỉnh Hà Bắc, Phó Tỉnh trưởng tỉnh Hà Bắc và Bí thư Thành ủy Côn Minh. Ông bị cơ quan chống hối lộ của Đảng Cộng sản Trung Quốc điều tra vào tháng 4 năm 2017. Dương Sùng Dũng bị buộc tội nhận hối lộ 206 triệu nhân dân tệ theo Tòa án nhân dân Trung cấp số 2 Thiên Tân năm 2018.

## Tiểu sử
Dương Sùng Dũng sinh tháng 5 năm 1955 tại Côn Minh, tỉnh Vân Nam. Ông là người dân tộc Mãn thiểu số và tốt nghiệp Đại học Vân Nam. Vào đầu sự nghiệp, ông đảm nhận các chức vụ Bí thư Huyện ủy Nghi Lương, Tổng Thư ký Chính phủ nhân dân tỉnh Vân Nam và Bí thư Thành ủy Ngọc Khê. Năm 2003, ông được bổ nhiệm làm Bí thư Thành ủy Côn Minh và giữ chức đến năm 2007.
Năm 2008, Dương Sùng Dũng chuyển đến Hà Bắc và ông được bầu làm Phó Tỉnh trưởng tỉnh Hà Bắc. Năm 2016, ông được bầu làm Phó Chủ nhiệm Ủy ban Thường vụ Đại hội đại biểu nhân dân tỉnh Hà Bắc.
Ngày 11 tháng 4 năm 2017, Dương Sùng Dũng đang bị Ủy ban Kiểm tra Kỷ luật Trung ương (CCDI) điều tra vì "vi phạm nghiêm trọng các quy định"; đáng chú ý, Dương Sùng Dũng là Bí thư Thành ủy Côn Minh thứ tư liên tiếp bị điều tra vì tham nhũng. Ngày 4 tháng 7 năm 2017, ông bị khai trừ khỏi Đảng Cộng sản Trung Quốc.
Ngày 27 tháng 9 năm 2018, Dương Sùng Dũng bị kết án tù chung thân vì nhận hối lộ trị giá 206 triệu nhân dân tệ bởi Tòa án nhân dân Trung cấp số 2 Thiên Tân.